# Најкориснији играч АБА
Најкориснији играч (МВП) је била годишња награда која је први пут додељена у сезони 1967/68. Сваки играч који је освојио награду играо је за тим са најмање 45 победа у регуларној сезони. Инаугурациони добитник награде био је Кони Хоукинс из „Куће славних”. Члан Куће славних Џулијус Ирвинг освојио је награду три пута, све са Њујорк нетсима. Мел Данијелс је освојио два пута са Индијана пејсерсима. Ирвинг и Џорџ Мекгинис су били заједнички победници у сезони 1974/75. Седам добитника награда је играло на позицији форварда, док је шест играло на позицији центра. 
Два почетника су освојила награду: Спенсер Хејвуд у сезони 1969/70. и Артис Гилмор у сезони 1971/72. Са проглашењем Мекгиниса за члана класе Нејсмит Меморијал кошаркашке куће славних 2017. године, сваки МВП из АБА лиге је успео да буде уврштен у „Кућу славних”.
| Сезона   | Играч               | Позиција | Екипа             | Резултат у плеј−офу              |
| -------- | ------------------- | -------- | ----------------- | -------------------------------- |
| 1967/68. | Кони Хоукинс*       | F/C      | Питсбург пајперси | Победио у АБА финалу             |
| 1968/69. | Мел Данијелс*       | C        | Индијана пејсерси | Изгубио у АБА финалу             |
| 1969/70. | Спенсер Хајвуд*     | F/C      | Денвер рокетси    | Изгубио у дивизијском финалу     |
| 1970/71. | Мел Данијелс* (2)   | C        | Индијана пејсерси | Изгубио у финалу дивизије        |
| 1971/72. | Артис Гилмор*       | C        | Кентаки колонелси | Изгубио у дивизијском полуфиналу |
| 1972/73. | Били Канингам*      | G/F      | Каролина кугарси  | Изгубио у финалу дивизије        |
| 1973/74. | Џулијус Ирвинг*     | F        | Њујорк нетси      | Победио у АБА финалу             |
| 1974/75. | Џулијус Ирвинг* (2) | F        | Њујорк нетси      | Изгубио у полуфиналу дивизије    |
| 1974/75. | Џорџ Мекгинис*      | F/C      | Индијана пејсерси | Изгубио у АБА финалу             |
| 1975/76. | Џулијус Ирвинг* (3) | F        | Њујорк нетси      | Победио у АБА финалу             |

Ирвинг и Мекгинис су освојили награду за сезону 1974/75.
Даниелс и Ервинг су били једини вишеструки победници.
Ирвинг је једини играч који је такође освојио НБА награду за најкориснијег играча.

## Освајачи МВП признања
- Кони Хокинс (1968.)
- Мел Данијелс (1969.)
- Спенсер Хејвуд (1970)
- Мел Данијелс (1971.)
- Артис Гилмор (1972)
- Бил Канингем (1973)
- Џулијус Ирвинг (1974.)
- Џулијус Ирвинг (1975.)
- Џорџ Мекгинис (1975.)
- Џулијус Ирвинг (1976.)